# ميلكير هالبيرغ
ميلكير هالبيرغ (بالسويدية: Melker Hallberg) (20 أكتوبر 1995 في السويد - ) هو لاعب كرة قدم سويدي في مركز الوسط. شارك مع منتخب السويد تحت 17 سنة لكرة القدم ومنتخب السويد تحت 19 سنة لكرة القدم ومنتخب السويد تحت 21 سنة لكرة القدم ومنتخب السويد لكرة القدم. أما مع النوادي، فقد لعب مع نادي أسكولي ونادي أودينيزي ونادي فوليرينغا ونادي كالمار ونادي هاماربي لكرة القدم.

## روابط خارجية
- ميلكير هالبيرغ على موقع الاتحاد الأوربي (الإنجليزية)
- ميلكير هالبيرغ على موقع اتحاد السويد (السويدية)
- ميلكير هالبيرغ على موقع قاعدة بيانات كرة القدم.إي يو (الإنجليزية)
- ميلكير هالبيرغ على موقع ناشيونال فوتبول تيمز (الإنجليزية)
- ميلكير هالبيرغ على موقع Soccerbase.com (لاعب) (الإنجليزية)
- ميلكير هالبيرغ على موقع Soccerway.com (الإنجليزية)
- ميلكير هالبيرغ على موقع عالم كرة القدم.نت (الإنجليزية)
- ميلكير هالبيرغ على موقع AS.com (الإسبانية)